# Schnepfenburg (Bad Salzungen)
Die Schnepfenburg war eine im Mittelalter errichtete Burg in der Stadt Bad Salzungen im Wartburgkreis in  Thüringen.

## Lage
Als Stadtburg befand sich die Anlage am Südrand der Altstadt, der Burgberg ragt etwa 15 bis 20 Meter über den Spiegel des Burgsees auf. Die Burg schützte den Zugang zur Stadt und zur Salzunger Saline.

## Geschichte

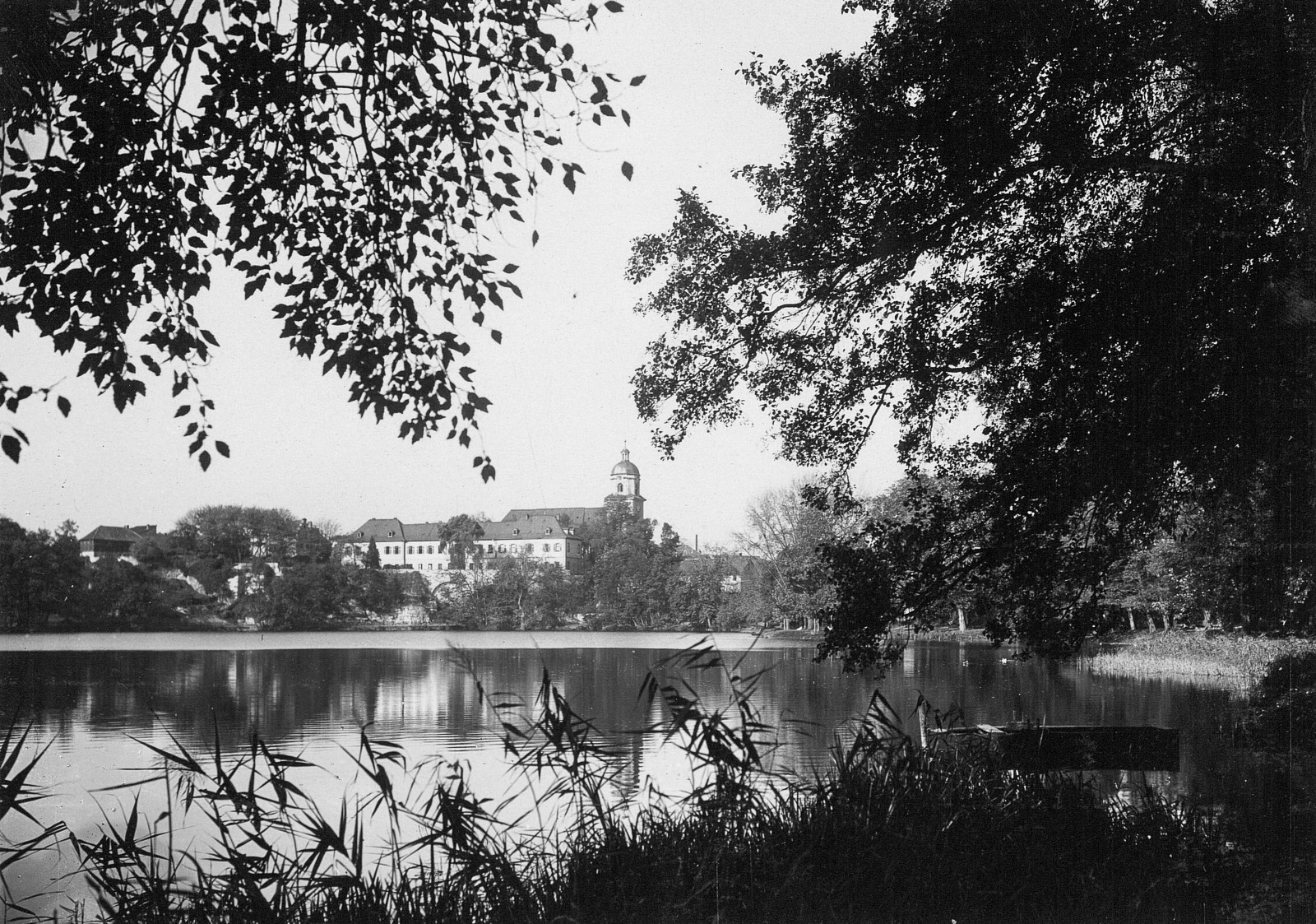
Burg und Burgsee um 1920

Salzungen war im Mittelalter ein wichtiger Salinenort und Knotenpunkt im Netz hessisch-thüringischer Fernstraßen.
Bereits in frühgeschichtlicher Zeit hatten die Kelten unweit des Burghügels eine salzhaltige Quelle entdeckt und zur Salzgewinnung eine befestigte Siedlung gegründet. Bei Ausgrabungen auf dem Burgberg wurden auch aus den folgenden Besiedlungsphasen bis in das Spätmittelalter Kulturschichten nachgewiesen. Vermutlich von den Franken wurden weitere Befestigungen angelegt.
Unter dem Kloster Fulda wurde diese Burganlage um 1160 gegründet und militärisch ausgerüstet. Die Ersterwähnung erfolgte 1166. Die Burganlage wurde später in die Stadtbefestigung einbezogen und bildete das südwestliche Bollwerk. Die Burgmannen waren verpflichtet, sich innerhalb der Stadt gelegene Wohnsitze zu erbauen, zu ihnen gehört der Haunscher Hof. In Stadtchronik wird der Name der Burg zunächst nicht erwähnt, erst der Fund eines Dokumentes im Behälter an der Turmspitze gab den Namen preis, dort ist die Rede von der „unüberwindlichen Schnepfenburg“.
Die Burg besaßen zeitweise die Herren von Frankenstein, die auf der gegenüberliegenden Talseite ihre Stammburg, den Frankenstein errichtet hatten. Beide Burgen wurden 1295 durch König Adolf von Nassau belagert und eingenommen. Die Schnepfenburg blieb als Stadtburg und Amtssitz von Bedeutung und diente auch als Gerichtsort und Kerker. Beim letzten großen Stadtbrand im Jahr 1786 geriet auch die Schnepfenburg in Brand und musste teilweise abgebrochen werden. Auf den Grundmauern der Burg errichtete man das heutige Schloss, das als Amtsgericht dient, und die Salzunger Stadtkirche.

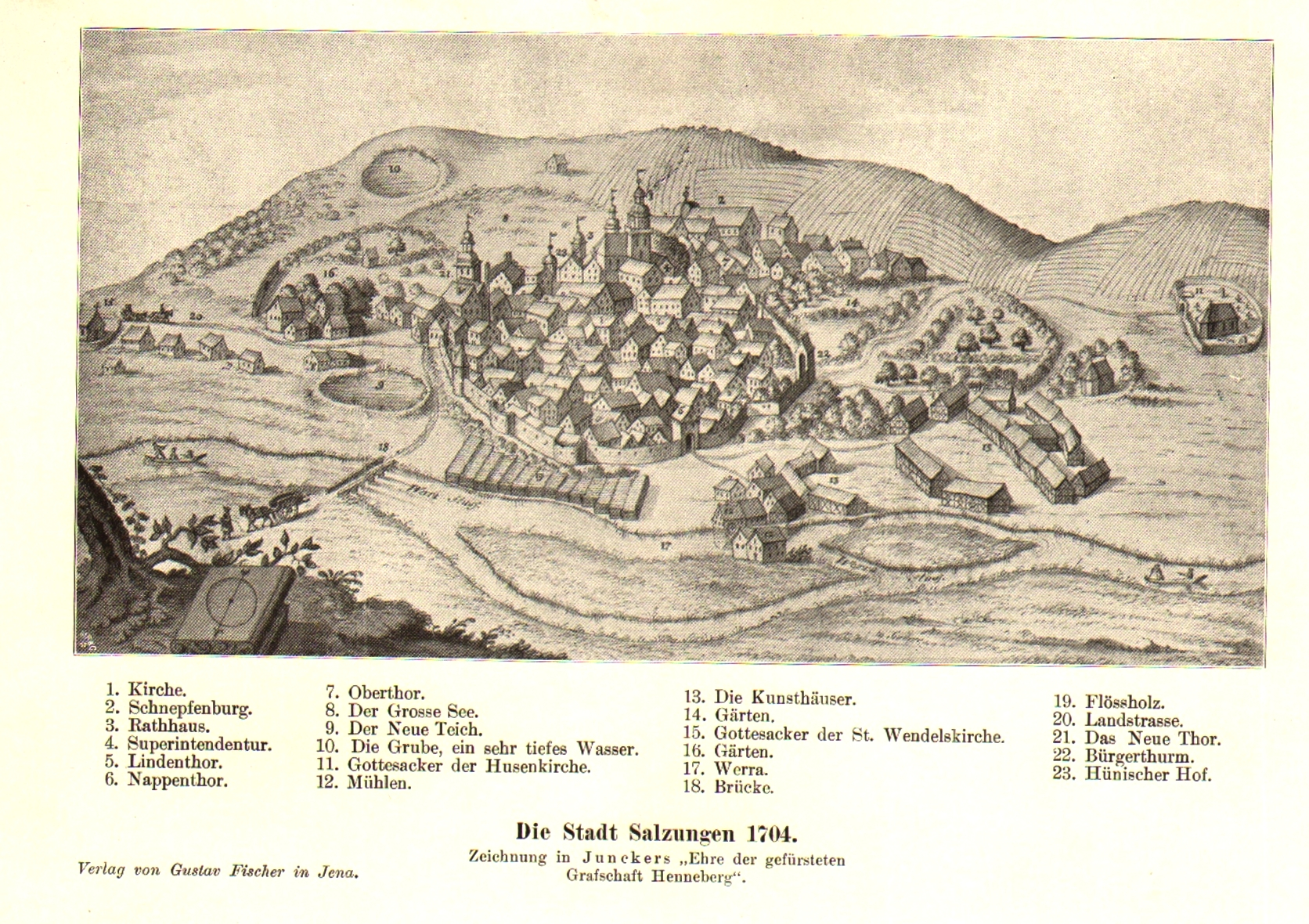
Stadtansicht (1704)

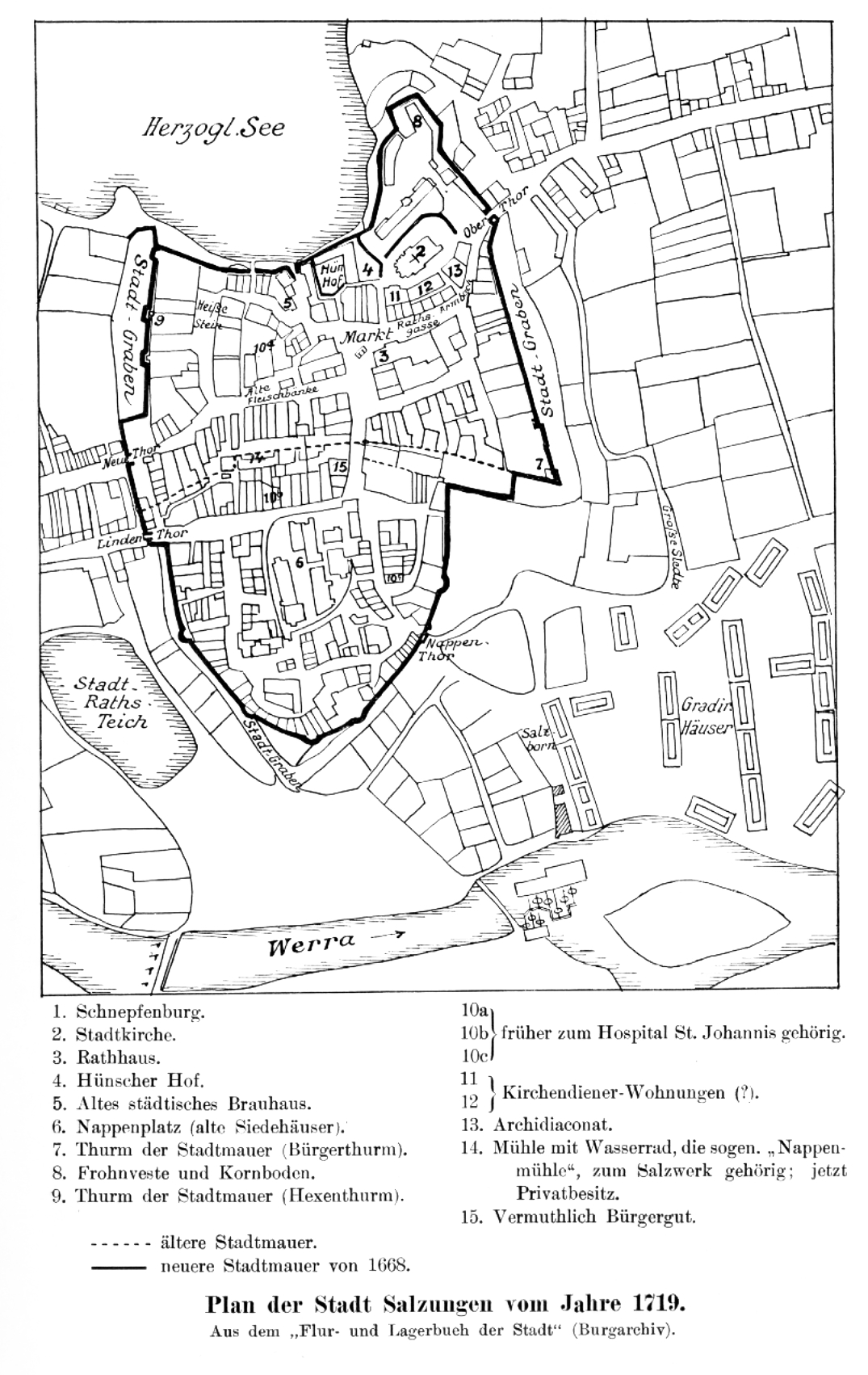
Stadtplan (1719)